# Фол Ривер Милс (Калифорнија)
Фол Ривер Милс (енгл. Fall River Mills) насељено је место без административног статуса у америчкој савезној држави Калифорнија. Према попису из 2020. године, његово становништво броји 616 људи, што је повећање у односу на 573 становника, колико је било забележено на попису 2010. године.

## Производња и индустрија
Заједница је позната по пољопривреди, производњи стоке, дивљег пиринча на реци Фол Ривер, белог лука, нане, сена, лаванде и луцерке.

## Транспорт
Аеродром Фол Ривер Милс, познат и као Тонкин Филд, је јавни аеродром који се налази у центру Фол Ривер Милса, Калифорнија, и служи округу Шаста. Аеродром има једну писту и углавном се користи за општу авијацију. То је једини аеродром у кругу од 121 км.
Аеродром је изграђен 1940-их као објекат за обуку пилота током Другог светског рата. Касније је одржаван и унапређиван, углавном уз подршку Калифорнијског програма помоћи аеродромима. Данас аеродром располаже са девет сталних хангара, пет преносивих хангара, око 30 веза и продајом авионског горива. Такође има светла за писту која омогућава пилотима да слете ноћу.

## Географија и геологија
Фол Ривер Милс се налази у североисточном углу округа Шаста у Калифорнији, смештен између Сијера Неваде и Каскадских планина. Град је окружен планинама у сва четири кардинална правца, а планина Шаста и планина Ласен Пик су видљиве са свих места у долиниФол Ривер Милса.
Надморска висина у долини је релативно равномерна, са распоном од 980 м до 1.000 м. Околни планински пролази имају надморску висину која се креће од 1.100 м до 1.300 м.
Према подацима Бироа за попис становништва Сједињених Америчких Држава, Фол Ривер Милс има укупну површину од 7,3 км², од којих је 6,7 км² земљиште, а 0,52 км² чини вода, што представља 5,79% укупне површине.
Град је добио име по реци Фол Ривер која протиче у близини, а заједно са реком Пит води долину Фол Ривер, у којој се налази сам град. Ова долина, као и већина њене околине, има вулканско порекло, што се огледа у географским и геолошким карактеристикама овог подручја.

## Политика
Федерално, Фол Ривер Милс је у 1. конгресном округу Калифорније, којег представља републиканац Даг Ламалфа.

## Туризам
Град Фол Ривер Милс налази се у долини реке Фол, између два вулканска планинска врха, Шаста и Ласен Пик.
Река Фол је река са извором који вијуга 26 км, углавном кроз приватно пољопривредно земљиште са приступним тачкама отвореним за јавност. Река има рупе за пецање дугиних пастрмки. Река Фол тече кроз планину Седл. У граду су популарни рафтинг и пецање.

## Клима
Према Кепеновом систему класификације климе, Фол Ривер Милс има топло летњу медитеранску климу.
| Клима Фол Ривер Милс, Калифорнија  | Клима Фол Ривер Милс, Калифорнија | Клима Фол Ривер Милс, Калифорнија | Клима Фол Ривер Милс, Калифорнија | Клима Фол Ривер Милс, Калифорнија | Клима Фол Ривер Милс, Калифорнија | Клима Фол Ривер Милс, Калифорнија | Клима Фол Ривер Милс, Калифорнија | Клима Фол Ривер Милс, Калифорнија | Клима Фол Ривер Милс, Калифорнија | Клима Фол Ривер Милс, Калифорнија | Клима Фол Ривер Милс, Калифорнија | Клима Фол Ривер Милс, Калифорнија | Клима Фол Ривер Милс, Калифорнија |
| Показатељ \ Месец                  | .Јан.                             | .Феб.                             | .Мар.                             | .Апр.                             | .Мај.                             | .Јун.                             | .Јул.                             | .Авг.                             | .Сеп.                             | .Окт.                             | .Нов.                             | .Дец.                             | .Год.                             |
| ---------------------------------- | --------------------------------- | --------------------------------- | --------------------------------- | --------------------------------- | --------------------------------- | --------------------------------- | --------------------------------- | --------------------------------- | --------------------------------- | --------------------------------- | --------------------------------- | --------------------------------- | --------------------------------- |
| Апсолутни максимум, °C (°F)        | 19 (66)                           | 22 (72)                           | 26 (79)                           | 30 (86)                           | 33 (92)                           | 39 (103)                          | 41 (106)                          | 40 (104)                          | 39 (103)                          | 34 (94)                           | 28 (82)                           | 17 (63)                           | 41 (106)                          |
| Максимум, °C (°F)                  | 6,1 (43,0)                        | 8,8 (47,9)                        | 12,5 (54,5)                       | 16,9 (62,4)                       | 21,6 (70,8)                       | 25,7 (78,2)                       | 30,9 (87,6)                       | 30,2 (86,4)                       | 26,9 (80,4)                       | 20,3 (68,6)                       | 12,7 (54,9)                       | 7,1 (44,7)                        | 18,4 (65,2)                       |
| Минимум, °C (°F)                   | −6,3 (20,7)                       | −4,3 (24,2)                       | −1,7 (29,0)                       | 1,3 (34,3)                        | 4,6 (40,3)                        | 7,7 (45,9)                        | 9,9 (49,9)                        | 8 (46,4)                          | 4,9 (40,9)                        | 0,8 (33,4)                        | −3 (26,6)                         | −5,2 (22,6)                       | 1,39 (34,52)                      |
| Апсолутни минимум, °C (°F)         | −28 (−18)                         | −26 (−15)                         | −16 (3)                           | −12 (10)                          | −4 (24)                           | −2 (28)                           | 2 (35)                            | −1 (30)                           | −6 (21)                           | −14 (7)                           | −27 (−17)                         | −28 (−18)                         | −2,6 (27,4)                       |
| Количина падавинаmm (in)           | 68,3 (2,69)                       | 60,5 (2,38)                       | 55,9 (2,20)                       | 38,9 (1,53)                       | 31 (1,22)                         | 21,6 (0,85)                       | 4,6 (0,18)                        | 4,6 (0,18)                        | 11,9 (0,47)                       | 31,2 (1,23)                       | 59,7 (2,35)                       | 74,7 (2,94)                       | 462,9 (18,22)                     |
| Количина снега, cm (in)            | 21,3 (8,4)                        | 10,4 (4,1)                        | 8,1 (3,2)                         | 9,1 (3,6)                         | 2,3 (0,9)                         | 0,3 (0,1)                         | 0 (0)                             | 0 (0)                             | 1,3 (0,5)                         | 1 (0,4)                           | 6,9 (2,7)                         | 28 (11)                           | 88,6 (34,9)                       |
| Дани са падавинама                 | 8                                 | 6                                 | 7                                 | 5                                 | 7                                 | 6                                 | 1                                 | 2                                 | 2                                 | 4                                 | 8                                 | 10                                | 66                                |
| Извор #1: WeatherBase              |                                   |                                   |                                   |                                   |                                   |                                   |                                   |                                   |                                   |                                   |                                   |                                   |                                   |
| Извор #2: National Weather Service |                                   |                                   |                                   |                                   |                                   |                                   |                                   |                                   |                                   |                                   |                                   |                                   |                                   |

## Демографија
По попису из 2010. године број становника је 573, што је 75 (-11,6%) становника мање него 2000. године. Хиспаноамериканци или Латиноамериканци било које расе били су 105 особа (18,3%).
| Група               | 2000.       | 2010.       | 2020.        |
| Белци               | 490 (75,6%) | 450 (78,5%) | 325 (63,6%)  |
| Афроамериканци      | 0 (0,0%)    | 0 (0,0%)    | 9 (1,76%)    |
| Староседеоци        | 0 (0,0%)    | 30 (5,2%)   | 46 (9%)      |
| Азијати             | 0 (0,0%)    | 3 (0,5%)    | 0 (0,0%)     |
| Пацифички острвљани | 0 (0,0%)    | 2 (0,3%)    | 0 (0,0%)     |
| Друго / непознато   | 158 (24,4%) | 56 (9,8%)   | 131 (25,64%) |
| Укупно              | 648         | 573         | 511          |

Попис из 2010. године је показао да је 535 људи (93,4% становништва) живело у домаћинствима, 9 (1,6%) је живело у неинституционализованим групним четвртима, а 29 (5,1%) је било институционализовано.
Имало је 228 домаћинстава, од којих је 71 (31,1%) имало децу млађу од 18 година, 93 (40,8%) су били брачни парови супротног пола који су живели заједно, 26 (11,4%) је имало женско домаћинство без присутног мужа, 13 (5,7%) је имало мушко домаћинство без присутне жене. Било је 15 (6,6%) невенчаних партнера супротног пола и 1 (0,4%) истополних брачних парова или партнерстава. 83 домаћинства (36,4%) су чинили појединци, а 41 (18,0%) је имало некога ко је сам имао 65 година или више. Просечна величина домаћинства била је 2,35. Породице су биле 132 (57,9% свих домаћинстава). Просечна величина породице била је 3,11.
Становништво је било распрострањено, са 140 особа (24,4%) млађих од 18 година, 56 особа (9,8%) од 18 до 24 године, 107 особа (18,7%) од 25 до 44 године, 147 особа (25,7%) старости од 45 до 64 године и 123 особе (21,5%) старости више од 65 година. На сваких 100 жена било је 96,2 мушкараца. На сваких 100 жена старости 18 и више година, било је 86,6 мушкараца.
Било је 280 стамбених јединица са просечном густином од 39,3/км², од чега је 128 (56,1%) било у власништву појединца, а 100 (43,9%) од стране закупаца. Стопа слободних радних места код власника куће била је 6,4%. Стопа слободних места за изнајмљивање износила је 8,9%. 285 људи (49,7% становништва) живело је у сопственим стамбеним јединицама, а 250 људи (43,6%) је живело у стамбеним јединицама за изнајмљивање.

## Галерија
- Реконструкција историјске округле штале
- Историјски Фол Ривер хотел
- Фол Ривер Милс гробље
- Биоскоп Фол Ривер Милс
- Језеро у Фол Ривер Милсу
- Спомен плоча у Фол Ривер Милсу
- Знак Фол Ривер Милс аеродрома
- Брана и резервоар Фол Ривер
- Пит Ривер Фолс у близини Фол Ривер Милса
- Знак „Добродошли у долину Фол Ривер Милс“